# Rhadinopsylla flattispina
Rhadinopsylla flattispina är en loppart som beskrevs av Wu Wenzhen, Lie Meili et Cai Liyun 1991. Rhadinopsylla flattispina ingår i släktet Rhadinopsylla och familjen mullvadsloppor. Inga underarter finns listade i Catalogue of Life.